# Barbara Dex

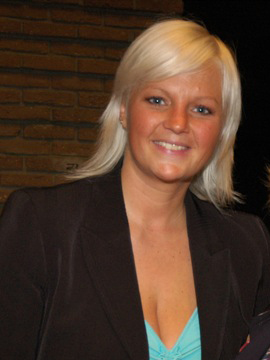
Barbara Dex.

Barbara Deckx, mer känd som Barbara Dex, född 22 januari 1974 i Turnhout, Belgien, är en belgisk sångerska. 

## Eurovision Song Contest
Barbara Dex representerade Belgien i Eurovision Song Contest 1993 i Millstreet, Irland med bidraget Iemand als jij. Hon tävlade med startnummer sju, mellan Grekland och Malta och efter omröstningen slutade bidraget på 25:e och sista plats. 
Dex återvände till den belgiska uttagningen 2004, då hon tillsammans med Alides framförde bidraget One Life och slutade på tredje plats. 2006 gjorde hon ytterligare ett försök i den belgiska uttagningen med Crazy, som gav henne en femteplats. 

## Diskografi

### Album
- Iemand (1993)
- Waiting for a New Moon (1994)
- Tender Touch (1996)
- Strong (1998)
- Timeless (2001)
- Enjoy: a Taste of Gospel (2003)
- Blue-eyed Girl (2006)
- Only One Me (2008)